# 費羅爾競賽會
費羅爾競賽會（Racing Club Ferrol）是一支位於西班牙加利西亚費羅爾的職業足球會，目前於西班牙足球乙級聯賽角逐。

## 外部連結
- Official website （页面存档备份，存于） （西班牙文）
- Futbolme team profile （页面存档备份，存于） （西班牙文）
- The British School @ Ferrol (1909–1936) （页面存档备份，存于）
- Aerial Views of Ferrol in North Western Spain 2004
- Soccerway profile （页面存档备份，存于）